# Donnybrook (Austràlia Occidental)
Donnybrook és un poble australià, situat entre Boyanup i Kirup a la carretera del sud-oest, 210 quilometres (130 mi) al sud de Perth, Austràlia Occidental. La ciutat és el centre del cultiu de pomes a Austràlia Occidental. La ciutat també és coneguda per la seva pintoresca abundància d'arbres de roures pènol, així com per l'Apple Fun Park, un gran parc infantil a l'aire lliure al centre de la ciutat.

## Història
Donnybrook es troba a les terres tradicionals del poble Noongar. George Nash va ser dels primers europeus en arribar-hi, al voltant de 1842. Van posar el nom al lloc fent referència a la seva ciutat natal, Donnybrook, aleshores un suburbi de Dublín, Irlanda. La part oriental de la ciutat antigament s'anomenava Minninup. La part occidental de la ciutat es coneix actualment com a Irishtown, per la important immigració irlandesa que hi arribà. La ciutat de Donnybrook va ser establerta oficialment el 1894.
El 1897, Richard Hunter descobrí or a uns 6 quilòmetres al sud de la ciutat de Donnybrook. Hunter finalment ho va comunicar a Fred Camilleri (un conegut prospector de Kalgoorlie), el qual va transmetre-ho al geòleg polonès Modest Maryanski. Va ser sobre la base de l'informe de Maryanski que una nova empresa "Donnybrook Goldfields Ltd" va ser cotitzada a la Borsa de Londres el 1899. Es va produir una mini febre de l'or, que va fer que el govern publiqués el Donnybrook Goldfield; en el procés, es va disposar que una nova ciutat s'anomenaria "Goldtown". Al cens de 1901 constaven més de 200 miners d'or acampats als jaciments d'or. Tanmateix, l'emoció va ser de curta durada i la mina Hunters Venture va tancar l'agost de 1903. La zona va ser treballada durant la Gran Depressió pels locals Laurie i Foster Payne, després es va tornar a obrir i explorar durant la dècada de 1980 i de nou entre 2004 i 2005.

## Geografia

### Clima
Donnybrook experimenta un clima mediterrani (classificació climàtica de Köppen Csa). Encara que els estius solen ser secs, els xàfecs intensos a l'estiu no són estranys. Donnybrook té 93,9 dies clars anualment.

## Indústria
Donnybrook és la llar de la indústria de la poma d'Austràlia Occidental. L'any 1900 es va plantar la primera pomera Granny Smith i la indústria de l'horta de pomeres va continuar creixent a partir de la Primera Guerra Mundial.
Les pomes es cullen entre març i maig, amb les flors de pomer apareixent a l'octubre. Les indústries de Donnybrook també inclouen la fusta, la carn de boví, els productes lactis i la viticultura. Molts motxillers amb visats Work and Holiday recullen fruita als camps de la zona entre novembre i juny, per tal d'acumular els dies de feina regional necessaris per poder estendre els seus visats sota el marc dels "88 days". Molts pomeres estan sent substituïdes per alvocats.

## Turisme

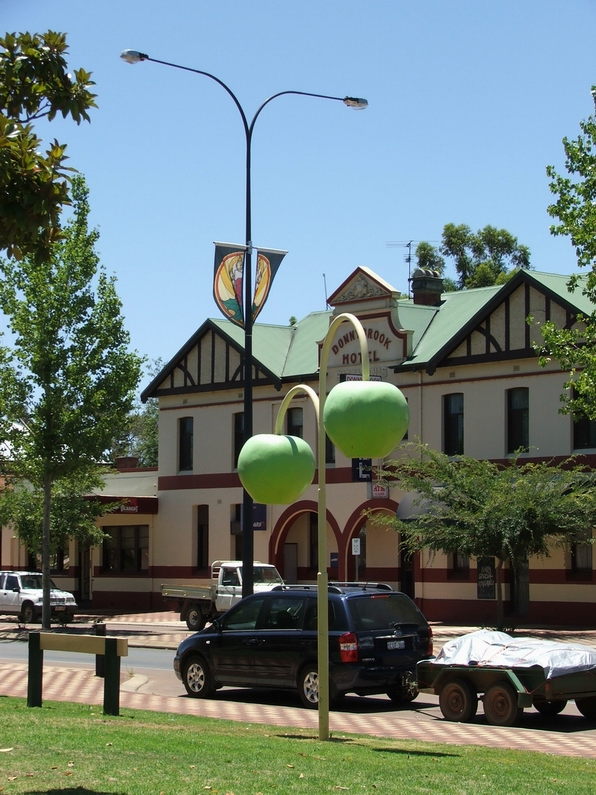
Decoracions de poma al carrer principal de Donnybrook

Donnybrook disposa de gran quantitat d'elements que la relacionen com a "ciutat de la poma". Al carrer principal, uns llums en forma de poma recorren l'entrada de l'Antiga Estació de Ferrocarrils. Aquests llums han estat restaurats recentment. Al cim del turó est de Donnybrook hi ha una torre de 20 metres amb una poma a la part superior. La poma forma part de The Big Apple Farmstay (abans coneguda com a Big Apple Tourist and Wildlife Park). Des de la part superior de la poma, els turistes poden veure Donnybrook i els seus voltants. La gran poma Lady Williams està feta de fibra de vidre i fa 7.5 metres (25 ft) d'alçada amb un diàmetre de 6.5 metres (21 ft).

### Festival de la poma

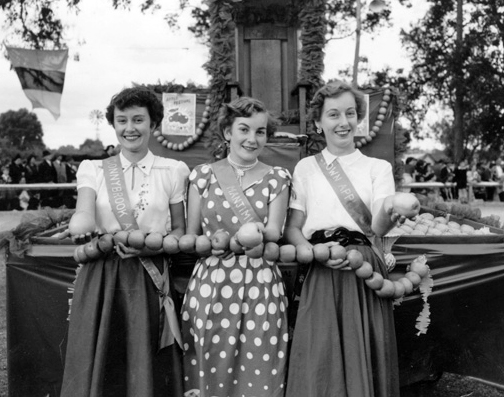
Finalistes de la competició Apple Queen de 1954 de Donnybrook, Manjimup i Bridgetown

El Donnybrook Apple Festival o Festival de la Poma de Donnybrook se celebra cada any durant Setmana Santa. Durant el festival, els ciutadans de Donnybrook es reuneixen a Egan Park per dur-hi a terme tot tipus de celebracions al voltant de la poma. El festival inclou exhibicions agrícoles, concerts, focs artificials i una cercavila. Durant la cercavila, l'Església Catòlica de Donnybrook beneeix la poma santa, assegurant una bona collita en els propers anys.
L'Apple Festival també va tenir una mascota, Donny Applebrook, creada el 1997. Donny és una poma verda gegant que promou el festival.

### Parc infantil Apple Fun Park
El centre de la ciutat és la llar del parc infantil a l'aire lliure Apple Fun Park, que es va obrir a Setmana Santa del 2008 a temps pel Donnybrook Apple Festival d'aquell any. L'extens parc temàtic de fruites conté equipaments de jocs infantils (incloent-hi una torre, gronxadors, llits elàstics, tobogans múltiples i una guineu voladora), una zona d'exercici per a adults, així com una zona de pícnic a l'ombra amb barbacoes públiques. En el moment de la seva construcció, era el parc infantil d'entrada lliure més gran d'Austràlia i atrau fins a 50.000 visitants cada any. El pati va ajudar a injectar més de 6 milions de dòlars a l'economia local durant els primers 13 anys de la seva existència, i el seu èxit ha inspirat la construcció de parcs infantils similars a la regió.
L'abril de 2021 el parc infantil es va tancar temporalment per obres de revitalització amb gran part dels equips de joc enderrocats ja que havia arribat al final de la seva vida útil. El parc infantil es va reobrir a l'octubre de 2021 amb un disseny més gran i actualitzat, una nova il·luminació i ombra i espais verds ampliats, i nous equipaments i activitats de joc (tot i que també es van conservar alguns equips de joc originals).

### Roure pènol
Donnybrook és la llar del roure pènol més gran conegut d'Austràlia. L'arbre, que es creu que es va originar l'any 1893, és un símbol per a la ciutat. Sota aquest arbre s'hi troba una capsula del temps.